# Kazimierz Hemerling
Kazimierz Hemerling (ur. 4 marca 1859 w Przemyślu, zm. 13 stycznia 1939 we Lwowie) – działacz społeczny i sportowy, wydawca i jeden z pierwszych dziennikarzy sportowych.

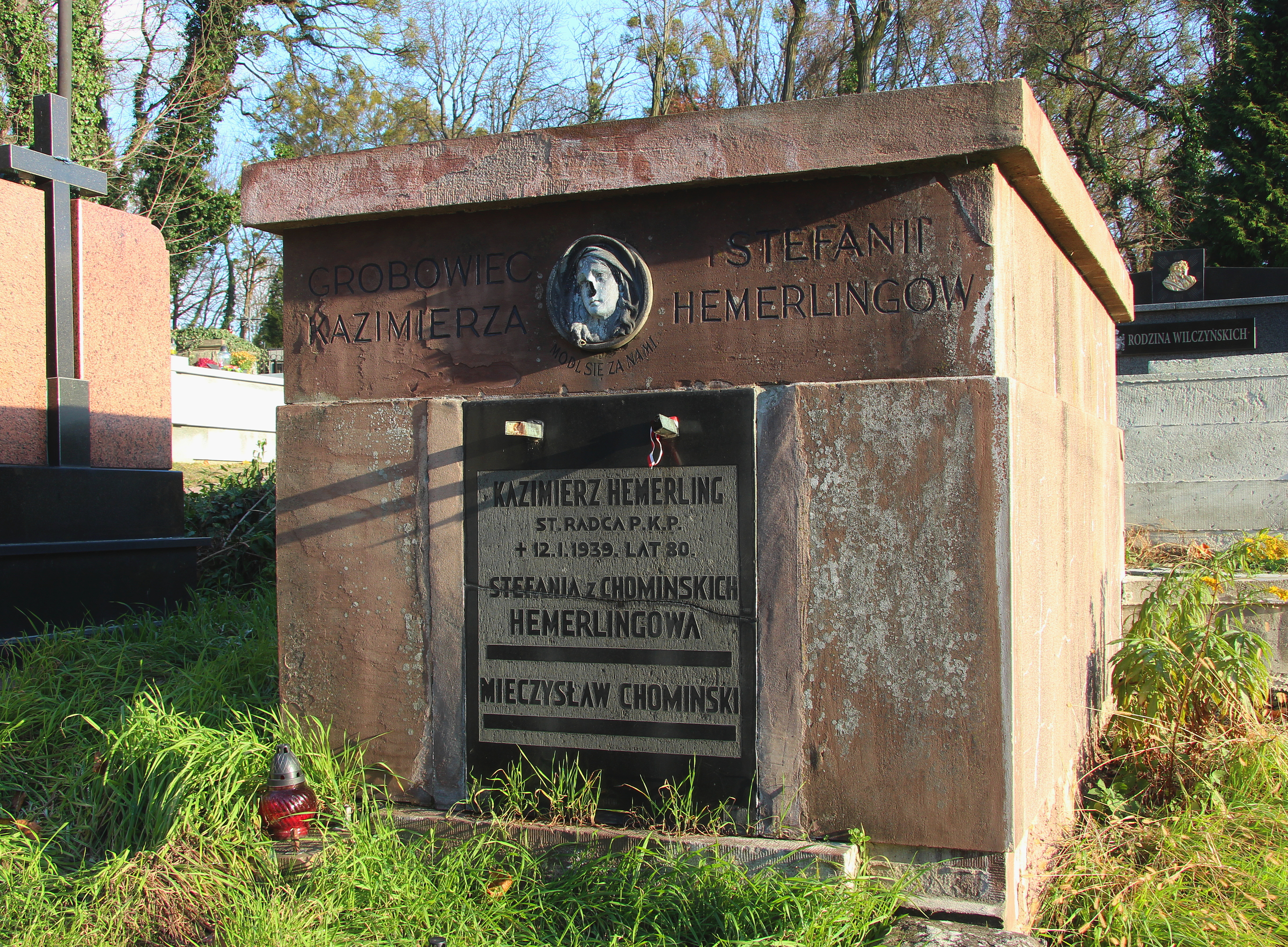
Grobowiec Hemerlingów

## Życiorys
Był synem Józefa (profesora gimnazjum w Przemyślu). Jako uczeń gimnazjum w latach 1871–1878 uprawiał wiele dyscyplin sportu (gimnastykę, łyżwiarstwo, pływanie, jeździectwo) i turystykę. W latach 1878–1883 studiował we Lwowie prawo, będąc jednocześnie członkiem grona nauczycielskiego tamtejszego „Sokoła”. Dwa lata później był już inspektorem Dyrekcji Kolei Państwowych w Mielcu (budowa linii kolejowej Dębica-Nadbrzezie). W 1892 powracał do Lwowa, gdzie zakładał oddział kolarski przy „Sokole”. W 1894 zredagował Podręcznik dla kolarzy. 1 marca 1895 ukazał się pierwszy numer dwutygodnika sportowego Koło – jedno z pierwszych polskich czasopism sportowych (pismo wydawano do grudnia 1899). Następnie Hemerling tworzył „Gazetę Sportową” – tygodnik ten wydawany był w okresie od 20 czerwca 1900 do września 1901. W tym okresie zaczynał redagować informacje sportowe na łamach lwowskiego dziennika „Słowo Polskie”. W 1904 był współzałożycielem Towarzystwa Zabaw Ruchowych (TZR), które propagowało wśród młodzieży lwowskiej takie dyscypliny jak: narciarstwo, saneczkarstwo, piłka nożna, koszykówka, tenis ziemny, lekka atletyka, szermierka, łucznictwo, strzelanie i pływanie. W tym okresie Hemerling poznał dra Piaseckiego i prof. Jordana. W 1912 relacjonował wspólnie z Januszowskim V Igrzyska Olimpijskie w Sztokholmie. W tym samym roku lwowskie TZR zorganizowało Pierwsze Polskie Igrzyska Sportowe. Był współzałożycielem Koła Dziennikarzy Sportowych we Lwowie 1924 (wraz z nim Rudolf Wacek).
Hemerling położył ogromne zasługi dla rozwoju idei kultury fizycznej i sportu, szczególnie na polu kolarstwa, narciarstwa i łyżwiarstwa. Był wielkim propagatorem sportu na wolnym powietrzu, dostępnego dla zwykłych ludzi.
Był żonaty ze Stefanią z domu Chomińską. Oboje zostali pochowani na Cmentarzu Łyczakowskim we Lwowie.

## Ordery i odznaczenia
- Złoty Krzyż Zasługi (19 marca 1932)[3]